# Rudolf von Falkenstein
Rudolf Gottfried Wilhelm Louis Karl Ernst Freiherr von Falkenstein (* 27. Juni 1811 in Lüskow; † 14. November 1888 in Wiesbaden) war ein preußischer Generalleutnant. 

## Leben

### Herkunft
Rudolf war Angehöriger der vorpommerschen Linie der sächsischen Freiherren von Falkenstein. Seine Eltern waren der preußische Oberstleutnant und Erbherr auf Lüskow und Butzow Friedrich Freiherr von Falkenstein (1770–1829) und dessen zweite Ehefrau Dorothea, geborene von Quistorp (1785–1853).

### Werdegang
Falkenstein ist 1828 in die 2. Kompanie des Garde-Schützen-Bataillons der Preußischen Armee eingetreten und avancierte bis 1829 zum Sekondeleutnant. Von 1837 bis 1842 war er zur Garde-Unteroffiziers-Kompanie kommandiert und wurde 1842 Adjutant im Garde-Schützen-Bataillon. Er stieg 1846 zum Premierleutnant sowie 1849 zum Hauptmann und Kompaniechef auf. Mit seiner Beförderung zum Major wurde er Kommandeur des 1. Jäger-Bataillons. 1861 wurde er Bataillonskommandeur im 4. Ostpreußische Grenadier-Regiment Nr. 5 und avancierte im selben Jahr zum Oberstleutnant. 1863 mit der Führung des 1. Schlesischen Grenadier-Regiments Nr. 10 beauftragt, stieg Falkenstein zum Oberst auf und wurde Kommandeur des Regiments. Mit seinem Regiment wurde er ebenfalls im Jahr 1863 zur Grenzbewachung des V. Armee-Korps zwischen Kalisch und Kempten kommandiert. Falkenstein nahm am Deutsch-Dänischen Krieg, insbesondere den Gefechten bei Horsens und Aarhus teil und erhielt den Roten Adlerorden III. Klasse mit Schleife. Im Deutschen Krieg nahm er 1866 am Gefecht bei Zuckmantel und der Schlacht bei Königgrätz teil und erhielt die Schwerter zum Roten Adlerorden III. Klasse mit Schleife. Noch im Jahr 1866 wurde er Kommandeur der 2. Infanterie-Brigade und avancierte zum patentierten Generalmajor. 1869 wurde ihm der Rote Adlerorden II. Klasse mit Eichenlaub und Schwertern am Ringe verliehen. Im Krieg gegen Frankreich kämpfte er 1870/71 in den Schlachten bei Colombey, Noisseville (Eisernes Kreuz II. Klasse), an der Hallue, bei Armiens (Eisernes Kreuz I. Klasse) und der Belagerung von Metz.
1871 wurde er zur Verwendung als Truppenführer zum Generalgouvernement von Lothringen kommandiert und noch im selben Jahr zu den Offizieren von der Armee versetzt. Ebenfalls 1871 hat Falkenstein den Charakter als Generalleutnant erhalten und wurde 1872 mit Pension zur Disposition gestellt. Er war Ehrenritter des Johanniterordens.

### Familie
Aus seiner 1843 geschlossenen Ehe mit Karoline Schroeder (1811–1896), Tochter des mecklenburg-strelitzschen Hofsekretär und Kammerrats Heinrich Adolf Friedrich Schroeder, sind eine Tochter und vier Söhne hervorgegangen. Darunter ist der spätere preußische Generalleutnant Edmund von Falkenstein (1850–1924).